# Дикинсон В. Ричардс
Дикинсон В. Ричардс (енгл. Dickinson Woodruff Richards, Jr.; Оринџ, Њу Џерзи, 30. октобар 1895 — Лејквил, 23. фебруар 1973) је био амерички лекар и физиолог. Добитник Нобелове награде за физиологију или медицину у 1956. заједно са Андре Курнаном и Вернером Форсманом за развој катетеризације срца и откриће патолошких промена у болестима срца.

## Живот и дело
Дикинсон В. Ричардс, је рођен 30. октобар 1895. у Оранжу, Њу Џерзију. Основно образовање Ричардс је стекао на Универзитету у Јејлу 1917, а три месеца касније, приступио је Војсци САД. По завршетку Првог светског рата, у току кога је он ратовао у Француској са Америчким експедиционим снагама Ричардс се враћа у САД и приступа Колеџу лекара и хирурга у Колумбији, и завршава магистарске студије из физиологије 1922. и докторат 1923. Ричардс је одмах добио лиценцу за бављење медицином. Он је каријеру започео самостални истраживач, и експериментални психолог. Убрзо се вратио у Универзитет у Колумбији и Пресбитеријанску болницу на студије из области пулмологије и физиологије.
У 1931 Ричардс се ожењенио Констанцом Рајли, која је студирала на Велсли колеџу, а затим као техничар радила у својој истраживачкој лабораторији у Пресбитериајанској болници.
Ричардс је сарадњу са Андре Курнаном  започео у 1931. у Белвилској болници. Њихова почетна истраживања обухватила су проучавање физиолошких функција плућа, а посебно, поремећај познате као хронична плућна инсуфицијенције. Ричардс је закључио, као што су то учинили и други пре њега, да је потребно да се у дијагностици врши мерење количина ваздуха у плућима у различитим фазама дисања. Он и Курнан разрадили су студију, коју је започео 1929. немачки лекар Вернера Форсмана, покушавајући да се измери количину гасове у крви за време њеног проласка кроз срце до плућа.
Ричардс и Андре Курнан су у својим истраживањима настојали да унапреде Форсманову технику катетеризације и развију безбедан поступак. Зато су 1936. експерименте започели на животињама да би до 1941. безбедно уводили катетер у десну преткомору људског срца.
Мерења притиска, протока крви итд. помоћу катетеризације срца омогућила су Ричардсу да проучи физиолошке функције срца и крвотока. У 1941 Ричардс је развио методу за мерење количине крви коју пумпа срце или његове коморе у крвоток, као и методу мерења крвног притиска у десној преткомори, десној комори и плућној артерији, и методу мерења укупне запремине крви.
За развој поступка катетеризације срца и открића које су потом уследила, Ричардс, Андре Курнан и Вернер Форсман су за ова и њихова друга открића у области физиолошких функција и болести срца добили су Нобелову награду за физиологију или медицину 1956.
Ричардс је заједно са сарадницима развио и своју револуционарну технику истраживања за проучавање ефеката трауматских повреда срца и за идентификацију лезија срце. Најважнији резултат овог пројекта био је да се трансфузију пуне крви, а не само крвне плазме, треба користи лечење срчаних удара.
Ричардс је изабран у Националну академију наука 1958. Са лекарском праксом је престао да се бави 1961, иако је и даље, све до смрти, наставио да држи предавања и објављује стручне радове. Ричардс је умро. након срчаног удара. у свом дому у Лакевилу, Конектикат 23. фебруара 1973.